# Giro di Lombardia 1915
Il Giro di Lombardia 1915, undicesima edizione della corsa, fu disputata il 7 novembre 1915, su un percorso totale di 190 km. Fu vinta dall'italiano Gaetano Belloni, giunto al traguardo con il tempo di 6h42'24", alla media di 28,330 km/h, precedendo i connazionali Paride Ferrari e Gaetano Garavaglia. 
Presero il via da Milano 117 ciclisti (dei 164 iscritti) e 55 di essi portarono a termine la gara.

## Ordine d'arrivo (Top 10)
| Pos. | Corridore          | Squadra           | Tempo    |
| ---- | ------------------ | ----------------- | -------- |
| 1    | Gaetano Belloni    | -                 | 6h42'24" |
| 2    | Paride Ferrari     | -                 | s.t.     |
| 3    | Gaetano Caravaglia | Garavaglia-Dunlop | a 2'56"  |
| 4    | Romeo Poid         | -                 | s.t.     |
| 5    | Camillo Bertarelli | Ganna             | s.t.     |
| 6    | Lauro Bordin       | Bianchi           | a 7'58"  |
| 7    | Umberto Ripamonti  | -                 | s.t.     |
| 8    | Rinaldo Spinelli   | -                 | s.t.     |
| 9    | Alfredo Sivocci    | Dei               | a 12'26" |
| 10   | Giuseppe Contesini | Dei               | s.t.     |